# Zhanghenglong
Zhanghenglong („drak Čang Chenga“) byl rod hadrosauroidního býložravého dinosaura, žijícího v období svrchní křídy (stupeň santon, před asi 85 miliony let) na území dnešní východní Číny (provincie Che-nan).

## Objev a taxonomie
Fosilie tohoto ornitopodního dinosaura byly objeveny v sedimentech souvrství Majiacun a mají stáří asi 85 milionů let. Objeveny byly části neúplně zachované kostry, sestávající hlavně z fragmentů lebečních kostí a kostí ramenního pletence. Holotyp nese katalogové označení XMDFEC V0013, paratyp XMDFEC V0014. Tento druh je zřejmě nehadrosauridním hadrosauroidem, blízce příbuzným rodu Nanyangosaurus.